# 幸せになろう (mihimaru GTの曲)
「幸せになろう」（しあわせになろう）は、2008年10月22日に発売されたmihimaru GTの19枚目のシングル。発売元はユニバーサルミュージック。

## 概要
- 前作以来3か月ぶりとなるシングル。初回盤と通常盤の2仕様での発売。

## 収録曲
1. 幸せになろう
  - 作詞：hiroko、mitsuyuki miyake、OMA、Hidemi Ino / 作曲：hiroko、mitsuyuki miyake、OMA / 編曲：hiroto suzuki / 弦編曲：CHIKA strings

NHKドラマ『上海タイフーン』主題歌
シングルとしては初めてhirokoが作詞・作曲を担当、「愛のちから」をテーマにしたバラードナンバー[1]。「皆さんの周りの人達への感謝や愛」という考えを込める。[2]
PVが撮影された場所は東京都北区にある公園である。
2009年6月発売のコンピレーションアルバム『恋のうた2』に収録されている。
2. 777 feat. ET-KING
  - 作詞：hiroko、mitsuyuki miyake、ET-KING / 作曲：mitsuyuki miyake / 編曲：Takashi Morio

読み方は「スリーセブン」
3. 幸せになろう [Instrumental]
4. 777 feat. ET-KING [Instrumental]

### DVD（初回版のみ）
1. 幸せになろう -Video Clip-
2. 幸せになろう -Making-

## 収録アルバム
幸せになろう
- mihimalogy
- mihimaballads
- THE BEST of mihimaru GT 2
- 10th Anniversary BEST 2003-2013
- THE SINGLE of mihimaru GT

777 feat. ET-KING
- mihimalogy
- mihimania III〜コレクション アルバム〜
- mihimania collection